# Nuevo Socialismo
Nuevo Socialismo (NS) fue un partido político español existente entre 2003 y 2008.

## Historia
El partido fue registrado ante el Ministerio del Interior el 4 de julio de 2003 por Eduardo Tamayo Barrena y María Teresa Sáez Laguna, ambos diputados tránsfugas del Partido Socialista Obrero Español (PSOE) en la Asamblea de la Comunidad de Madrid que formaron parte del escándalo conocido como Tamayazo, en el cual se negaron a asistir a la votación de investidura, impidiendo la elección de Rafael Simancas como presidente de la Comunidad.
La agrupación fue presentada oficialmente al público el 9 de julio en el Hotel Meliá Castilla de Madrid. El 27 de agosto anunció que se presentaría a la repetición de las elecciones a la Asamblea de Madrid, en donde se presentó bajo el eslogan «Cambia. Rebélate». Entre las propuestas del partido estaba reducir la composición de la Asamblea de 111 a 80 escaños y la presentación de candidaturas mediante listas abiertas.
Nuevo Socialismo obtuvo 6176 votos en las elecciones a la Asamblea de Madrid de octubre de 2003 por lo que no consiguió ningún escaño. El partido se integró oficialmente dentro del Partido Social Demócrata el 23 de febrero de 2008.
En septiembre de 2011 el PSD se disolvió y algunos de sus afiliados se integraron en el Centro Democrático Liberal.
El 24 de febrero de 2014 el Centro Democrático Liberal se disolvió y la mayoría de sus afiliados se integraron en Ciudadanos.